# Галачишта
Галачишта (грч. Γαλάτιστα, Галатиста) је насељено место у општини Полигирос у периферији Средишња Македонија, Грчка. Према попису из 2021. године било је 2.402 становника.
Српски историчар Спиридон Гопчевић, 1890. године бележи да у Галачишту има око 3.000 углавном хеленизованих Словена. Према бугарском географу и историчару, Василу Канчову, у Галачишту је 1900. године живело 2.600 Грка.